# Залманов, Абрам Соломонович
Абрам (Александр) Соломонович Залманов (фр. Abraham (Alexandre) Salmanoff; 20 июня 1875, Гомель — 24 января 1964, Париж) — доктор медицины, натуропат и геронтолог, предложивший метод лечения и профилактики заболеваний скипидарными ваннами.

## Биография
Абрам Соломонович Залманов родился 20 июня (в других повременных источниках 30 июня) 1875 года в Гомеле в семье учителя древнееврейского языка Гомельского казённого еврейского училища 1-го разряда, купца Соломона Даниловича Залманова, в 1849 году окончившего Могилёвское еврейское казённое училище II разряда. В 1893 году, окончив гимназию с золотой медалью, поступил в Московский университет на медицинский факультет. На четвёртом курсе перешёл на юридический факультет, одновременно посещая лекции по истории, которые читал историк Ключевский. Свободно владел пятью языками.
После всероссийской студенческой забастовки в 1899 году был арестован в числе её организаторов и исключён из университета. Закончил своё образование на медицинском факультете университета в Гейдельберге. Диссертация доктора медицины «Ein Beitrag zur Casuistik der Rectaldermoide» была опубликована отдельным изданием в берлинском издательстве Густава Шаде в 1902 году под именем «Abraham Salmanoff».
Работал ассистентом невропатолога профессора В. Эрба в Гейдельберге. В 1908 году в Вене принял христианство, оставив прежнее имя. В 1909 году стал директором собственной частной курортной лечебницы в Нерви.
В 1914 году с началом Первой мировой войны вернулся в Москву, был призван в чине генерала медицинской службы и служил на фронте под Белостоком в должности начальника санитарных поездов и хирурга. Позднее был главным врачом солдатских госпиталей в Москве (на Миусах и Пресне).
Вместе с профессором Сысиным редактировал медицинский журнал, посвящённый клиническим наблюдениям над ранеными.
В августе 1918 года был назначен первым начальником Главного курортного управления и одновременно заведующим Государственной комиссией по борьбе с туберкулёзом. «Независимая газета» сообщает, что Залманов стоял у истоков Института физиотерапии и курортологии. Основал в Москве бальнеологический институт, директором которого стал профессор В. А. Александров.
В 1921 году выехал в Европу для повышения квалификации и развития курортологических исследований. Пережил Холокост во Франции, о чём оставил устные воспоминания.
Скончался 24 января 1965 года в Париже. Похоронен на кладбище в городе Л’Этан-ла-Виль.

### Семья
Старшая сестра — Берта Соломоновна; племянники — поэты Александр Львович Штих (1890—1962) и Михаил Львович Штих (1898—1980). У него также были сёстры Сара и Эмилия.
А. С. Залманов состоял в браке неоднократно. 14 февраля 1899 года в Гомеле сочетался браком с акушеркой Таней Яковлевной Цейтлин (1878—?). Второй его женой уже в Италии была графиня Ольга Эммануиловна Сиверс-Залманова (11 февраля 1877 — 29 марта 1912), скончалась преждевременно из-за болезни сердца и простуды.
Третья жена (гражданская) — Злата Александровна Лопатина (1888—1962), врач, племянница русского революционера Г. А. Лопатина, окончила медицинский факультет университета в Генуе, приехала в СССР в 1927 году, работала санитарным врачом; дочь — Литли (Лидия) Абрамовна Лопатина (1912—?), с 1937 года замужем за М. М. Коряковым.
Четвёртая жена — Надежда Сергеевна Шестакова; сыновья — Андрей и Даниил. Андре Залманов (12 апреля 1915, Москва — 1 сентября 2002, Будапешт), инженер-химик, принимал участие в движении Сопротивления в районе департамента Сены. Даниил Залманов (фр. Daniel Salmanoff, 16 мая 1918, Москва — 13 марта 1992, Плезир) участвовал в записи грампластинки «A Heritage Of Folk Songs From Old Russia» (с сопрано Марией Христовой, 1966).

## Научные интересы
Под влиянием работ физиолога Августа Крога, Залманов принялся за изучение физиологии капилляров и предложил методику капилляротерапии.
Также он разработал метод лечения скипидарными ваннами.

## Последователи
Попытка внедрить метод Залманова в одной из кремлёвских больниц оказалась неудачной.
В 1979 году жена и сын Залманова передали из Парижа в Ленинград в фонд Военно-медицинской академии имени С. М. Кирова архив и библиотеку Залманова. В течение семи лет ВМА добивалась разрешения на принятие этих материалов. Сейчас в ВМА работает музей А. С. Залманова. Таким же путём Институт марксизма-ленинизма получил ленинские автографы на удостоверении Залманова и его пропуске в Кремль.
В Санкт-Петербурге с 1989 работает клиника им. А. С. Залманова.

### Список изданий
- Abraham Salmanoff. Ein Beitrag zur Casuistik der Rectaldermoide. Berlin: Gustav Schade, 1902. — 30 s.

На языке оригинала (французском):
- Alexandre Salmanoff. Secrets et sagesse du corps (Секреты и мудрость тела). — Paris: La Table ronde, 1958. — Т. I. — 335 с. — (Médecine des profondeurs).
- Alexandre Salmanoff. Le Miracle de la vie (Чудо жизни). — Paris: La Table ronde, 1960. — Т. II. — 259 с. — (Médecine des profondeurs).
- Alexandre Salmanoff. Les Mille chemins de la guérison. De la cellule au soleil (Тысячи путей к выздоровлению). — Paris: La Table ronde, 1965. — Т. III. — 256 с. — (Médecine des profondeurs).

Переводы на русский язык:
- Залманов А. С. Тайная мудрость человеческого организма (Глубинная медицина) = Alexandre Salmanoff Secrets et sagesse du corps (Médecine des profondeurs). — Paris, 1958 / Отв. ред. акад. В. Н. Черниговский. — Сокращ. пер. с фр. и нем. изданий. — М.—Л.: Наука, 1966. — 162 с.

редактор Черниговский В. Н. (академик). — С. 3—6.
- Залманов А. С. Тайная мудрость человеческого организма: Глубинная медицина / Сост., автор приложений и ред. переводов З. А. Васильева. — Изд. 2-е, перераб. и доп. Пер. с франц. и нем. — СПб.: Наука, 1991. — 335 с.
- Залманов А. С. Тайная мудрость человеческого организма: Лечение без лекарств. — Пер. с франц.. — М.: Молодая гвардия, 1991. — 221 с.
- Залманов А. С. Тайная мудрость человеческого организма. Пер. с фр. и нем. М.: РИПОЛ КЛАССИК, 1997. — 444 с.
- Залманов А. С. Секреты и мудрость тела. М.: Рипол Классик, 1998. — 187 с.
- Залманов А. С. Чудо жизни. Тысячи путей к выздоровлению: Глубинная медицина. М.: РИПОЛ классик, 1998. — 190 с.
- Залманов А. С. Тайная мудрость человеческого организма. Ростов-на-Дону: Феникс, 2005. — 311 с.
- Залманов А. С. Капилляротерапия: мудрость человеческого тела: избранные главы. СПб: Вектор, 2010. — 123 с.
- Залманов А. С. Капилляротерапия и натуротерапия болезней. Сост. Ю. Я. Каменев. СПб: Вектор, 2010. — 250 с.